# Saison 2018 des Cardinals de Saint-Louis
La saison 2018 des Cardinals de Saint-Louis est la 137e saison en Ligue majeure de baseball pour cette franchise et sa 127e dans la Ligue nationale.

## Saison régulière

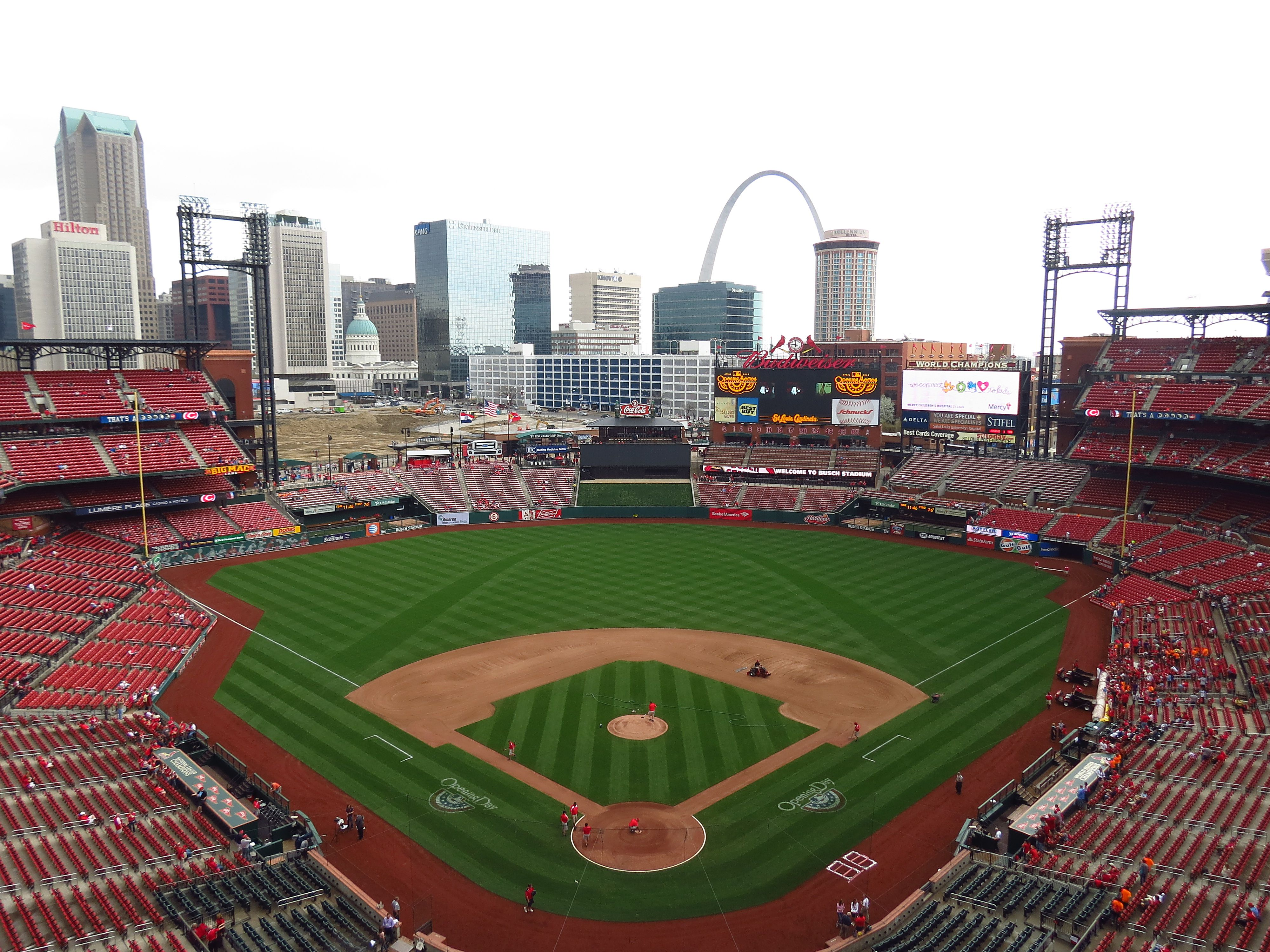
Le Busch Stadium de Saint-Louis, le stade des Cards pour la saison 2018.

La saison régulière de 162 matchs des Cardinals débute le 29 mars par une visite aux Mets de New York et se termine le 30 septembre suivant. Le match local d'ouverture au Busch Stadium de Saint-Louis est programmé pour le 5 avril face aux Diamondbacks de l'Arizona.

### Classement
| Ligue nationale division Centrale | V  | D  | %    | Diff. | Diff. (élim.) |
| --------------------------------- | -- | -- | ---- | ----- | ------------- |
| Brewers de Milwaukee              | 96 | 67 | ,589 | -     | -             |
| Cubs de Chicago                   | 95 | 68 | ,583 | 1     | -             |
| Cardinals de Saint-Louis          | 88 | 74 | ,543 | 7.5   | -             |
| Pirates de Pittsburgh             | 82 | 79 | ,509 | 13    | -             |
| Reds de Cincinnati                | 67 | 95 | ,414 | 28.5  | -             |